# Новобілянська сільська рада
| Новобілянська сільська рада — колишній орган місцевого самоврядування у Новопсковському районі Луганської області з адміністративним центром у с. Новобіла. Історична дата утворення: в 1943 році. Водоймища на території, підпорядкованій даній раді: річка Біла. Сільській раді підпорядковані населені пункти: - с. Новобіла |

## Склад ради
Рада складається з 16 депутатів та голови.

### Керівний склад ради
| ПІБ                         | Основні відомості                                                                | Дата обрання | Дата звільнення |
| --------------------------- | -------------------------------------------------------------------------------- | ------------ | --------------- |
| Бур'ян Володимир Степанович | Сільський голова, 1955 року народження, освіта, член Української Народної Партії | 26.03.2006   | 31.10.2010      |
| Бур'ян Володимир Степанович | Сільський голова, 1955 року народження, освіта вища, безпартійний                | 31.10.2010   |                 |

Примітка: таблиця складена за даними джерела